# Sainte-Marie (Ille-et-Vilaine)
Sainte-Marie (bret. Lokmaria-Redon) – miejscowość i gmina we Francji, w regionie Bretania, w departamencie Ille-et-Vilaine.
Według danych na rok 1990 gminę zamieszkiwały 1692 osoby, a gęstość zaludnienia wynosiła 67 osób/km² (wśród 1269 gmin Bretanii Sainte-Marie plasuje się na 375. miejscu pod względem liczby ludności, natomiast pod względem powierzchni na miejscu 369.).